# 伊藤旺
伊藤 旺（いとう あきら、1934年9月24日 - 2013年2月15日 ）は、日本の経営者。松坂屋社長を務めた。

## 来歴・人物
岩手県花巻市出身。1957年に慶應義塾大学経済学部を卒業し、同年に松坂屋に入社。1987年5月に取締役に就任し、常務、専務を経て、1992年5月に副社長に就任し、1993年5月に社長に就任し、1997年までに務めた。
2013年2月15日胃がんにより、死去。78歳没。